# Elymnias holofernes
Elymnias holofernes är en fjärilsart som beskrevs av Butler 1882. Elymnias holofernes ingår i släktet Elymnias och familjen praktfjärilar. Inga underarter finns listade i Catalogue of Life.